# 芙蓉楼 (镇江)
镇江芙蓉楼位于江苏省镇江市金山脚下的塔影湖畔第一泉旁，为二层仿木唐式建筑。原楼因王昌龄的《芙蓉楼送辛渐》而闻名，后毁于战乱。1992年重建。

## 历史
又名千秋楼，东晋刺史王恭所建，原址位于月华山。因唐诗人王昌龄《芙蓉楼送辛渐》二首而闻名。清道光、咸丰年间，因兵乱被毁。
1992年，镇江市于金山天下第一泉畔重新修建芙蓉楼。

## 建筑
由三部分组成：芙蓉楼居中，东北为冰心榭，东南为掬月亭。
芙蓉楼为二层仿木唐式建筑，高19米，面积908平方米，上下两层，双重檐歇山顶。二楼檐下挂的“芙蓉楼”匾额是江泽民1992年视察镇江时所题写。